# タイロピラン
タイロピラン（英: Taylopyran）は、分子式C15H22Oで表される物質であり、分子量は218.340である。
人間に対する毒性があり、ニガイグチ等の毒キノコに見かけられる。